# 889
Năm 889 là một năm trong lịch Julius.